# Woods
Woods je priimek več oseb:
- Edward Ambrose Woods, britanski general
- Edward Galbraith Woods, britanski general
- Ernest Woods, britanski general
- Tiger Woods, ameriški golfist
- William Woods Averell, ameriški general, diplomat in izumitelj